# Azzaba
Azzaba (em árabe: عزابة) é uma comuna localizada na província de Skikda, Argélia. De acordo com o censo de 2008, a população total da cidade era de 56 922 habitantes.